# Lądowisko Borsk
Lądowisko Borsk (kod ICAO: EPBO) – lądowisko w Borsku, położone w gminie Karsin, w województwie pomorskim, ok. 27 km na południe od Kościerzyny. Lądowisko należy do osoby prywatnej.
Lądowisko powstało w 2010 na powojskowym lotnisku Borsk. Figuruje w ewidencji lądowisk Urzędu Lotnictwa Cywilnego, dysponuje asfaltową drogą startową o długości 1500 m.